# Microdon cyaneiventris
Microdon cyaneiventris är en tvåvingeart som först beskrevs av Macquart 1846.  Microdon cyaneiventris ingår i släktet myrblomflugor, och familjen blomflugor.
Artens utbredningsområde är Colombia. Inga underarter finns listade i Catalogue of Life.